# 陳又瑋
陳又瑋（1999年12月29日—）是臺灣男子籃球運動員，場上主打後衛，現效力於P. LEAGUE+臺北富邦勇士。他高中就讀於新北市私立南山高級中學，高中三年為南山贏得冠軍、亞軍及季軍，個人在高中一年級獲選為新人王。大學就讀於國立臺灣師範大學，期間為師大贏得亞軍、季軍，個人在大學一年級獲選為新人王。他在大四學年之前投入2021年PLG新人選秀會，獲高雄鋼鐵人以首輪第2順位指名，並在新秀賽季贏得新人王及抄截王的榮譽。

## 大學生涯
陳又瑋自南山高中畢業後，考取了國立臺灣師範大學，大一時他就成了隊上即戰力為師大角逐107學年度UBA，他在大一賽季繳出場均8.9分、3.4籃板、3.4助攻、2.6抄截的數據，令師大於預賽及複賽收穫19連勝，也成功在兩階段以21勝1敗闖進四強，並在該賽季獲得季軍，個人則獲選為新人王。
大二賽季，陳又瑋在預賽及複賽繳出場均10.7分及4.5助攻，助師大收穫11連勝，並以兩階段共18勝4敗，再次挑戰四強，此外陳又瑋還在複賽對陣20連勝無敗績的健行科大時繳出20分及5助攻。進入四強賽事後，陳又瑋先是與隊友簡家暐一同在對陣輔仁大學的比賽時奪得隊內最高的16分，加之隊友周桂羽、蘇士軒皆取得12分，令師大以69比68勝出。隨後，師大在冠軍賽以54比60負於健行，位居108學年度UBA亞軍。
大三賽季，師大有四名主力畢業，時任教練王志群將109學年度UBA的目標設定為「沒有連勝、奪冠的包袱，台師本季是一場一場打，一階段一階段闖」，而陳又瑋則在該賽季擔任隊長，最終該季師大止步八強，位居第五名。

## 職業生涯
陳又瑋將升上大四之際，提前投入臺灣男子職業籃球聯盟P. LEAGUE+所舉辦的選秀，並且為PLG新軍高雄鋼鐵人以首輪第2順位選中，成為選秀榜眼，隨後在同年8月11日簽下合約。
陳又瑋效力高雄鋼鐵人的首個賽季在隊上擔任先發控球後衛，整季出賽28場，其中有27次先發，並以場均上場38分33秒，平均獲得13分、4.2籃板、5.1助攻及2.2抄截的表現，獲選為PLG新人王及抄截王。其從高中以後各個籃球階段皆獲得新人王的事蹟，媒體冠之「大滿貫」的讚譽。
2024年8月1日，高雄17直播鋼鐵人宣布陳又瑋合約期滿不續約。同日，陳又瑋加盟P. LEAGUE+臺北富邦勇士。

## 國家隊生涯
陳又瑋代表中華台北男子籃球代表隊參加2023年世界盃籃球賽亞洲區資格賽第一輪的三階段賽事。

## 外部連結
- 陳又瑋的Instagram帳戶
- 陳又瑋在fiba.basketball（英语）
- 陳又瑋在archive.fiba.com（存檔）（英语）
- 陳又瑋在P. LEAGUE+官網
- 陳又瑋在Eurobasket.com（球員）（英语）
- 陳又瑋在Proballers（英语）
- 陳又瑋在RealGM（英语）
- 陳又瑋在Flashscore（英语）